# 七人御前
七人見先（／）是流傳在以高知縣為首的四國・中國地方的集團亡靈。也表記為七人御崎、七人御先等。

## 概要
因災害、事故，特別是溺水者的死靈。如其名通常是7人組，主要出現在海、河川等水邊。
遭遇七人御前的人會發高燒而死，七人御前之內的一個亡靈會成佛，而遇害的人會交替成為七人御前之一。七人御前的特徵是人數會維持7人，不會增減。
各地的傳承相異，高知縣流傳的七人御前是源自長宗我部家殉死的7位家臣。廣島縣、山口縣則流傳山伏、僧侶之姿的七人御前。

## 關連作品
小說
- 京極夏彦『死神』（續巷說百物語）

漫畫
- 『靈異教師神眉』
- 『孔雀王』
- 『宗像教授異考錄』

## 脚注
1. 1 2 3 4 5  村上健司編著 『妖怪事典』 毎日新聞社、2000年、181頁。ISBN 4-620-31428-5。
2. 1 2  多田克己 『幻想世界の住人たち IV 日本編』 新紀元社、1990年、69頁、175-176頁。ISBN 4-915-14644-8。
3. ↑  草野巧 『幻想動物事典』 新紀元社、1997年、161頁。ISBN 4-883-17283-X。
4. 1 2  草野巧、戸部民夫 『日本妖怪博物館』 新紀元社、1994年、246頁。ISBN 4-883-17240-6。

## 關連項目
- 七人同行
- 水鬼